# DD Osama
David DeShaun Reyes, művésznevén DD Osama (New York, 2006. november 29. –) amerikai rapper és dalszerző.

## Karrier
2021-ben kiadta első dalát, az „Aftermath”-et testvérével, Ethan Reyes-szel, művésznevén: Notti Osamaval, valamint a szintén rapper Blockworkkel együtt. DD Osama 2022 júniusa körül kezdett el szélesebb körben ismertté válni.
2022 júliusában 14 éves testvérét halálra szúrták. A tragédia után megnőtt a népszerűsége közös daluknak, a „Dead Opps”-nak, valamint megszületett az „E.4.N” (Everything for Notti) című szám is. DD Osama többek közt olyan előadókkal dolgozott együtt, mint gyerekkori barátja Sugarhill Ddot, a chicagói Lil Zay Osama, Rylo Rodriguez és Coi Leray.
2022 decemberében DD Osama és a New York-i rapper, Lil Mabu közös kislemezt adtak ki „Throw” címmel, amelyhez videóklip is készült. 2023 februárjában Coi Leray-jel együttműködve jelentette meg az „Upnow” című dalt. Nem sokkal debütáló mixtape-je, a „Here 2 Stay” megjelenése után kiadta a „Let's Do It” című számot kétszer is – az egyik verzióban NLE Choppával, a másikban pedig a harlemi DeePlay4Keeps-szel közösen. Tagja az OY (Original Youngins) nevű bandának, amelynek nevét gyakran kiáltja ki dalai során.
2023 augusztusában részt vett Lil Durk „Sorry for the Drought” turnéján.
2024. október 24-én fellépett a Hoops Festen, amelyet a John Glaser Aréna megnyitásának alkalmából rendeztek a philadelphiai La Salle Egyetemen.

## Fordítás
Ez a szócikk részben vagy egészben  a   DD Osama című angol Wikipédia-szócikk ezen változatának fordításán alapul.  Az eredeti cikk szerkesztőit annak laptörténete sorolja fel. Ez a jelzés csupán a megfogalmazás eredetét és a szerzői jogokat jelzi, nem szolgál a cikkben szereplő információk forrásmegjelöléseként.